# Stazione di Fesca-San Girolamo
La stazione di Fesca-San Girolamo è una stazione ferroviaria di Bari, posta sulla linea Bari–Barletta gestita dalla Ferrotramviaria quale località di diramazione delle linee gestite da tale società.

## Storia
Inaugurata con il nome di Lamasinata, la stazione fu aperta al traffico contestualmente alla ferrovia Bari-Barletta nel 1965, con ciò sostituendo la precedente linea tranviaria.
Nel 1999 fu bandita la gara di appalto per la realizzazione di una nuova linea a doppio binario fra Bari e il quartiere San Paolo; consegnata nel 2008, tale opera comportò il parziale spostamento dell'impianto, situato alla progressiva chilometrica 4+125.
La stazione di Fesca-San Girolamo ha assunto importanza come località di diramazione, in quanto dopo di essa termina il doppio binario; la Bari-Barletta e la ferrovia per il San Paolo confluiscono dunque in un unico binario che arriva a Bari Centrale della Ferrotramviaria.
È in fase di realizzazione un parcheggio di interscambio di circa 260 posti per auto ed autobus, nonché in fase di progettazione un sottopassaggio di interconnessione con la stazione di Bari Zona Industriale di Rete Ferroviaria Italiana. A livello della stazione vi è anche l'interconnessione con la stessa rete RFI, che, secondo il progetto regionale, dovrebbe consentire ai treni della Ferrotramviaria di arrivare sul Binario 5 Ovest di Bari Centrale RFI, consentendo una migliore gestione del traffico.

## Movimento
La fermata è servita da tutte le linee delle Ferrovie del Nord Barese: la FR1, la FR2 e, del servizio metropolitano, la FM1 e la FM2. Non tutti i treni, pur passandovi, vi fermano.

## Galleria d'immagini

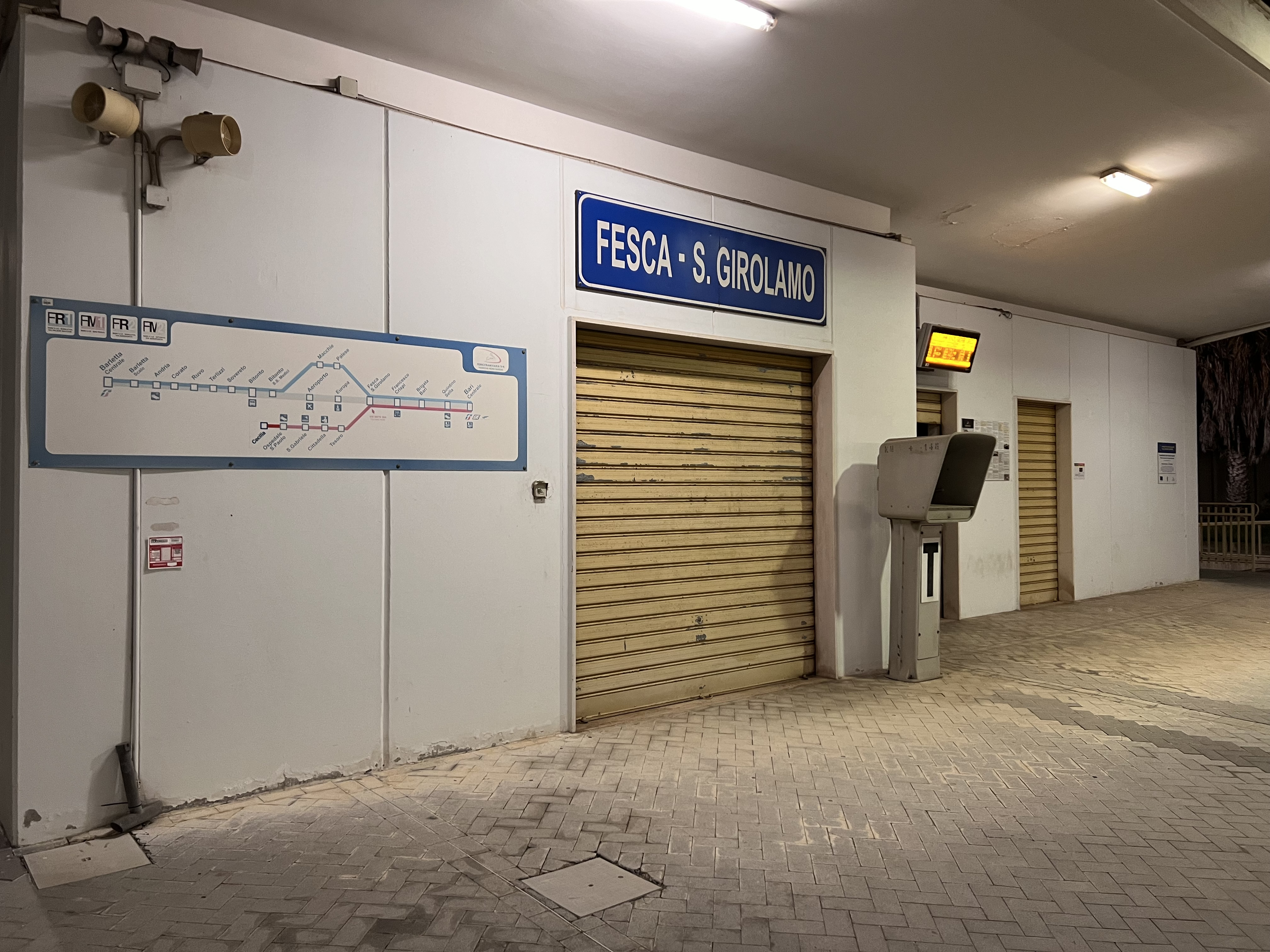
Fabbricato viaggiatori
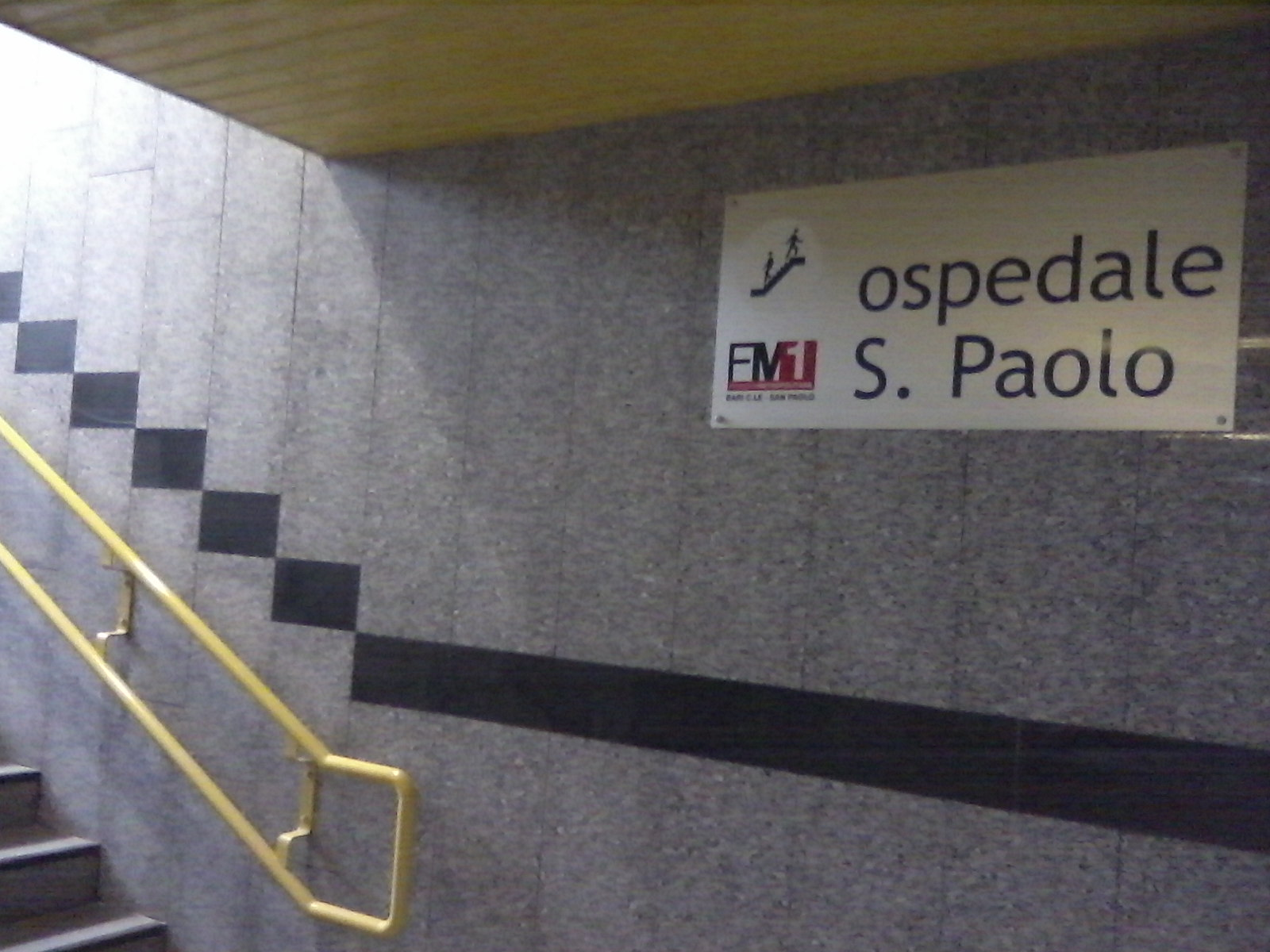
Sottopassaggio
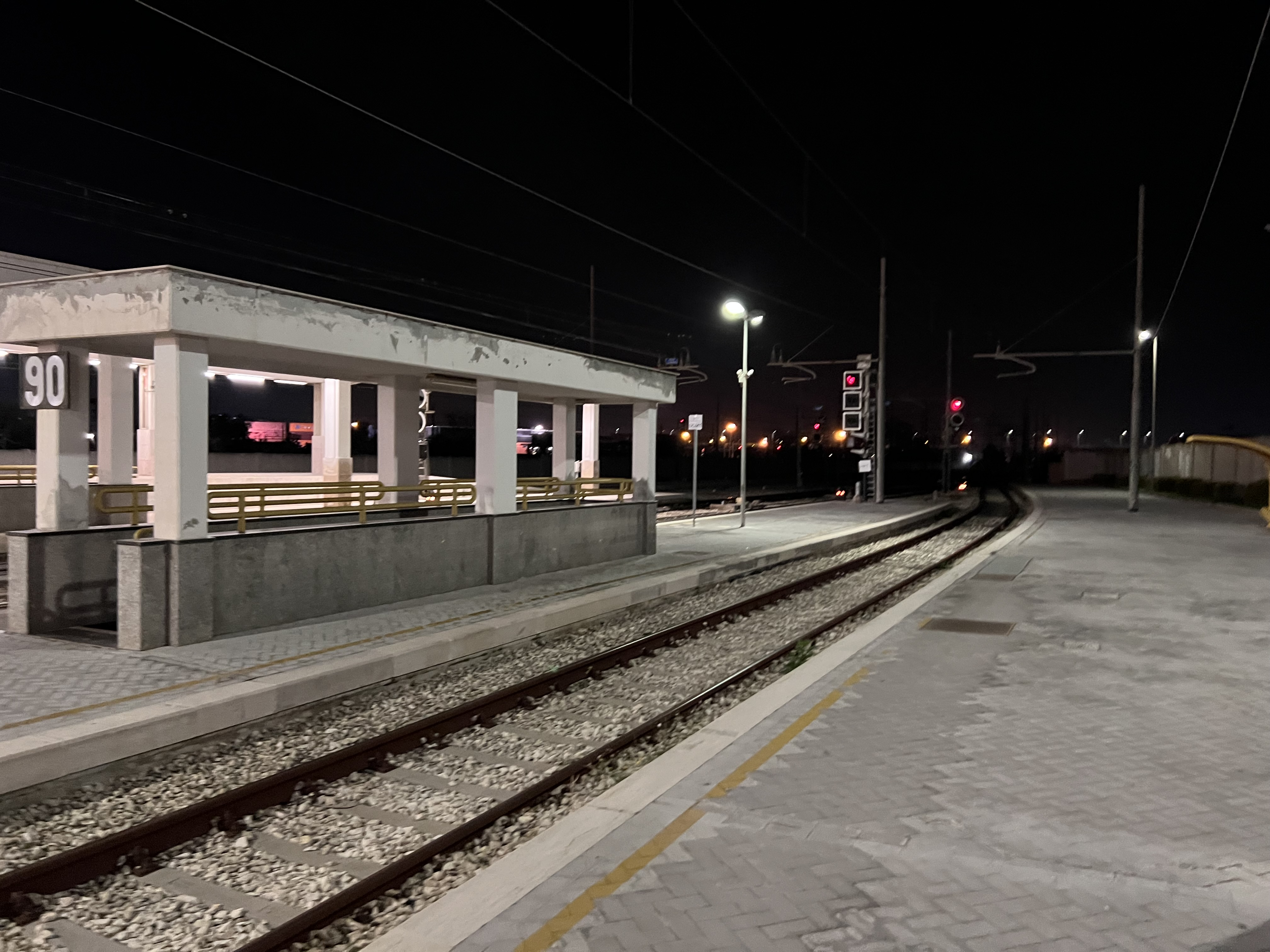
Ingresso del sottopassaggio
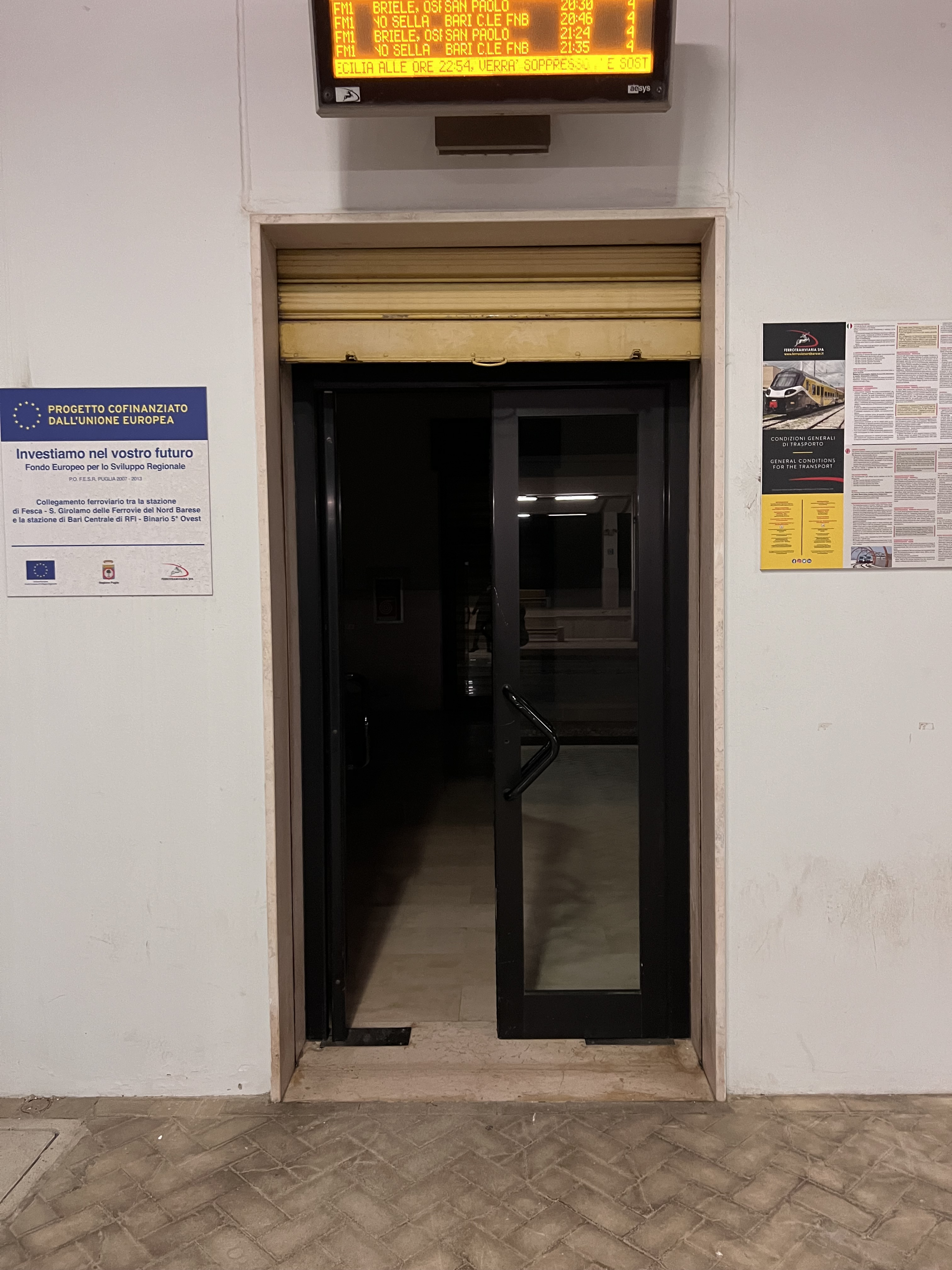
Sala d'attesa
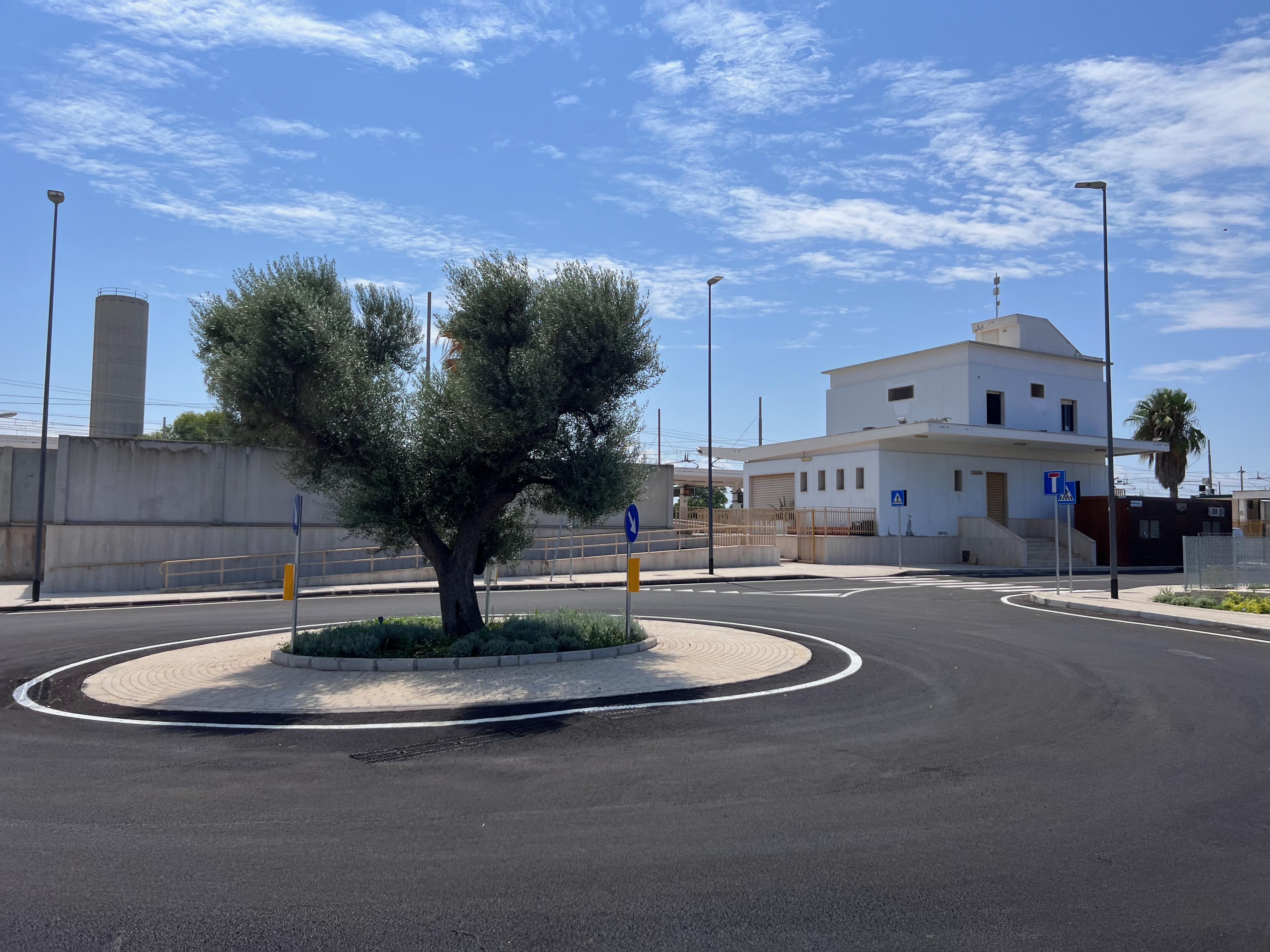
Rotonda realizzata in occasione della costruzione del nuovo parcheggio